# Maurilio Ochoa Millán
Maurilio Ochoa Millán (11 de noviembre de 1973; Chihuahua, Chihuahua, México) es un político mexicano del Partido Revolucionario Institucional, que recientemente fue Secretario de Ecología y Desarrollo Urbano para el estado de Chihuahua. De 2009 a 2012 se desempeñó como diputado de la LXI Legislatura representando al estado Chihuahua.

## Biografía
Ochoa nació en la ciudad de Chihuahua, y entre 1994 y 1999, estudió la Licenciatura en Administración Financiera en el Instituto Tecnológico y de Estudios Superiores de Monterrey Campus Chihuahua. A partir de 1997, se desempeñó como director de finanzas y administración en Ochoa Comercial, S.A. de C.V., una empresa con sede en Chihuahua, que comercializa productos alimenticios. Tres años más tarde, también comenzó a servir como el director general de la Transportadora Mexicana del Norte, S.A. de C.V.
Ochoa también sirvió en muchos comités y cámaras en la década del 2000. En 2000 y 2001, Ochoa trabajó en la Comisión de Jóvenes Empresarios Coparmex; entre los años de 2001 y 2002, se desempeñó en el Consejo Nacional de CONACCA, la Confederación Nacional de Asociaciones de Comerciantes del Mercado Mayorista. El año 2001 también vio a Ochoa empezar a servir en el tablero del Cuarto Nacional de Comercio en Chihuahua. Entre 2003 y 2005, fue el vicepresidente de Comercio Exterior en CANACO, y posteriormente fungió como tesorero entre 2005 y 2006, y finalmente presidente de la organización de 2006 a 2008. También ha servido en varias capacidades con CONCANACO, la Confederación Nacional de Cuartos de Comercio, sirviendo en su consejo nacional entre 2002 y 2003. Fue presidente de la Comisión de Fortaleciendo el Mercado Interno de CONCANACO entre 2003 y 2006, siendo vicepresidente de la región de nordeste de 2006 a 2007, y posteriormente siendo el vicepresidente nacional de Comercio Interior de la organización en 2008 y 2009.
En 2009 fue elegido diputado al VI Distrito Electoral Federal de Chihuahua con cabecera en la capital del estado para la LXI Legislatura. En sus tres años en San Lázaro, fue secretario de la Comisión de Turismo, y formó parte de las comisiones de Comunicaciones, Especial para el Seguimiento de la Industria Azucarera, y Especial para la Industria Manufacturera de Exportación. En ese mismo año, comenzó a estudiar un Maestría en Administración de Empresas en el Tecnológico de Monterrey, Campus Chihuahua.
Después de ser diputado federal pasó a ser parte de la Junta Municipal de Agua y Saneamiento en la ciudad de Chihuahua. En 2015, el gobierno del estado de Chihuahua lo asignó Secretario de Desarrollo Urbano y Ecología en el Estado. En marzo de 2016 sonaba como posible candidato del PRI al Congreso del Estado de Chihuahua. A mediados de abril, Ochoa fue formalmente registrado como candidato del PRI-PVEM-PT-PANAL para el XV Distrito Electoral Local de Chihuahua. En el cómputo final perdió ante el candidato del PAN, Jorge Soto Prieto, ante ello el PRI impugnó los resultados alegando irregularidades en la elección.